# Dudley Pound
Alfred Dudley Pickman Rogers Pound (Isla de Wight, Gran Bretaña; 29 de agosto de 1877 - Inglaterra; 21 de octubre de 1943) fue un marino perteneciente a la Real Marina Británica que ocupó el cargo de Primer Lord del Mar entre 1939 y 1943. Entre sus gestiones realizadas están la campaña contra los submarinos alemanes durante la Batalla del Atlántico y la controvertida decisión de dispersar el convoy PQ 17 en 1942. Falleció en pleno desarrollo de la Segunda Guerra Mundial en 1943.

## Biografía
Alfred Dudley Pickman Rogers Pound nació en 1877 en la Isla de Wight, era hijo de una norteamericana proveniente de Boston  y un jurista británico llamado Alfred Dudley Newton Abbot Pound,  licenciado del exclusivo  Eton School.
En 1891, a los 14 años es admitido como cadete de la Royal Navy en Portmouth.  Contrae matrimonio en octubre de 1908 con Bessia C.G Whitehead cuando ostentaba el grado de teniente. Obtiene los despachos de capitán de corbeta, el 31 de diciembre de 1914.
A los 39 años participó en la Batalla de Jutlandia  como comandante del HMS Colossus y bajo su mando hundió dos cruceros alemanes y dañó dos destructores pudiendo eludir un ataque de 5 torpedos. Después de la Gran Guerra, Pound en 1926 fue ascendido a contraalmirante y nombrado Jefe de Personal del Departamento de Planificación Naval.
En 1930 alcanzó el grado de vicealmirante y en 1932 se le otorgó el cargo de Segundo Lord del Mar teniendo a cargo la Comandancia de la Flota del Mediterráneo hasta 1939, cuando fue ascendido a  Almirante de la Flota ingresando a la Orden del Baño. Antes, en  1937 se le había otorgado el título de Sir por su manejo de la llamada Crisis de Abisinia con Italia otorgándosele la Gran Cruz de la Real Orden Victoriana.
En julio de 1939 es nombrado por descarte como Primer Lord del Almirantazgo en reemplazo de Roger Backhouse, para el momento de otorgársele la máxima investidura de la carrera naval británica,  su estado de salud era bastante incierto.  Para esa fecha se le había diagnosticado un tumor en el cerebro por parte de su médico personal naval,  pero que se mantuvo en reserva sin ser revelado hasta después de su muerte. 
Además tenía una lesión traumática en la cadera que le causaban agudos dolores y no le permitían conciliar el sueño; por ende sufría de trastornos del sueño que lo hacían dormirse inevitablemente en importantes reuniones. Pound además reconocía ante sus pares que los temas estratégicos remotos no eran su fuerte.
No obstante, el personal que tenía bajo su cargo; así como el primer ministro Winston Churchill lo consideraban como un oficial tranquilo, arduo trabajador y de fácil relación, de agilidad mental lenta pero segura; sin embargo comandantes como John Tovey y otros lo consideraban como un pésimo estratega y planificador.
Uno de los más importantes logros de Pound en su cargo fue la gestión de la campaña contra la acción de los U-Boots en la campaña del Atlántico, no escatimando esfuerzos para contrarrestar las acciones de Karl Doenitz en contra de la flota mercante aliada.
Gracias a su gestión, las pérdidas causadas por la fuerza de submarinos alemanes en el Atlántico se revirtió a principios de 1943.

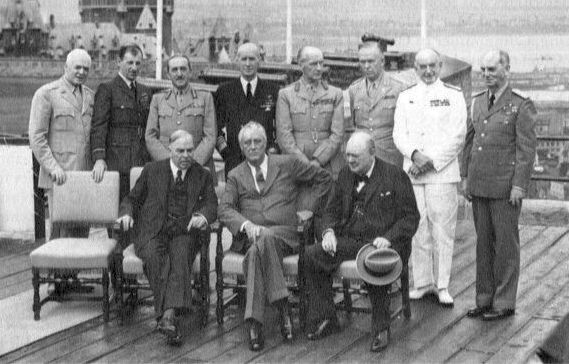
Sir Dudley Pound (de blanco) tras Winston Churchill en la Conferencia de Quebec, agosto de 1943 (casi un mes antes de su muerte)

En julio de 1942, tuvo su más controvertida acción al ordenar la dispersión del Convoy PQ17 cerca de la Isla del Oso en el Mar de Barents causando la pérdida del 68% de los buques mercantes e impidiendo de este modo la defensa del convoy por parte de la fuerza conjunta al mando de John Tovey.
En julio de 1943, su esposa falleció y en octubre de ese año tras su participación en la Conferencia de Quebec (agosto), la salud de Pound empeoró dramáticamente con dos sucesivos ataques cerebrales que lo dejaron hemipléjico.
Tuvo que dimitir de su cargo siendo remplazado por Sir Andrew Cunningham. Dudley Pound falleció el 21 de octubre de 1943, su cuerpo y el de su esposa fueron incinerados  y sus cenizas y esparcidas en el mar.